# 제7회 전국동시지방선거 정의당 후보 경선
대한민국 제7회 지방 선거 정의당 후보 경선은 대한민국 제7회 지방 선거를 위해 정의당의 후보를 선출하는 절차를 말한다.

## 광역자치단체장
| 광역자치단체장 | 정의당 후보 | 선출 방식 |
| -------------- | ----------- | --------- |
| 서울특별시장   | 김종민      | 경선      |
| 부산광역시장   | 박주미      | 경선      |
| 인천광역시장   | 김응호      | 경선      |
| 광주광역시장   | 나경채      | 경선      |
| 대전광역시장   | 김윤기      | 경선      |
| 경기도지사     | 이홍우      | 경선      |
| 전라북도지사   | 권태홍      | 경선      |
| 경상북도지사   | 박창호      | 경선      |

### 서울특별시장
|                           |                        |
| 전 정의당 서울시당 위원장 | 정의당 서울시당 위원장 |

| 순위 | 이름   | 득표율 |
| ---- | ------ | ------ |
| 1    | 정호진 | 41.9%  |
| 2    | 김종민 | 58.1%  |
| 합계 |        |        |

### 대전광역시장
|                              |                        |
| 사회경제연구소 the left 대표 | 정의당 대전시당 위원장 |

### 전라북도지사
|                                                                |
| (전)정의당 제1, 2기 사무총장 (전)참여자치군산시민연대 사무처장 |

## 같이 보기
- 대한민국 제7회 지방 선거
- 대한민국 제7회 지방 선거 더불어민주당 후보 경선
- 대한민국 제7회 지방 선거 자유한국당 후보 경선
- 대한민국 제7회 지방 선거 바른미래당 후보 경선
- 대한민국 제7회 지방 선거 민주평화당 후보 경선